# 獅嶼
獅嶼（ししょ、シユ、中国語: 獅嶼、拼音: Shī Yǔ）は、中華民国（台湾）の島。中華民国国軍が島に駐留している。
中華人民共和国福建省廈門市の沖合約4キロに位置している。

## その他
2010年に公開された映画LIAR GAME ザ・ファイナルステージ内で獅嶼が登場した。